# Mychajło Pałamarczuk
Mychajło Fedorowycz Pałamarczuk, ukr. Михайло Федорович Паламарчук, ros. Михаил Фёдорович Паламарчук, Michaił Fiodorowicz Pałamarczuk (ur. 25 sierpnia 1957) – ukraiński piłkarz, grający na pozycji pomocnika lub napastnika, trener piłkarski.

## Kariera piłkarska
W 1976 rozpoczął karierę piłkarską w pierwszoligowym Spartaku Iwano-Frankiwsk. W 1977 został zaproszony do Dnipra Dniepropetrowsk. W 1978 został piłkarzem SKA Kijów, gdzie został skierowany do służby wojskowej. Po zwolnieniu z wojska w 1980 powrócił do Dnipra Dniepropetrowsk, a potem do klubu z Iwano-Frankiwska, który już nazywał się Prykarpattia Iwano-Frankiwsk. W 1984 przeniósł się do Kołosu Pawłohrad, który potem zmienił nazwę na Szachtar. W 1986 bronił barw Krywbasa Krzywy Róg. W 1988 przeszedł do Zirki Kirowohrad, w którym grał do rozpadu ZSRR. W I mistrzostwach niepodległej Ukrainy debiutował w składzie Artanii Oczaków, ale w kwietniu powrócił do Zirki. W sierpniu 1993 dołączył do Siriusa Żółte Wody, który potem zmienił lokalizację na Krzywy Róg. W kwietniu 1995 odszedł do zespołu amatorskiego Drużba-Chlib Mahdałyniwka. W 1996 występował w Łokomotywie Znamianka, po czym zakończył karierę piłkarza.

## Kariera trenerska
Jeszcze będąc piłkarzem rozpoczął pracę szkoleniowca. Po dymisji Mykoły Fedorenki od 16 kwietnia 1994 do 4 kwietnia 1995 łączył funkcję trenera i piłkarza w klubie Sirius Żółte Wody. Potem pracował w Szkole Sportowej w Czerniowcach.

## Sukcesy i odznaczenia

### Sukcesy piłkarskie
Dnipro Dniepropetrowsk
- mistrz Pierwoj ligi ZSRR: 1980

### Sukcesy trenerskie
Sirius Żółte Wody
- mistrz Perechidnoj ligi Ukrainy: 1994